# Metsaküla (Lääne-Saare)
Metsaküla est un village de la commune de Lääne-Saare du comté de Saare en Estonie.
Au 31 décembre 2011, il compte 3 habitants.